# Icterica
Icterica är ett släkte av tvåvingar. Icterica ingår i familjen borrflugor.
Kladogram enligt Catalogue of Life:
| Icterica | \| \| Icterica circinata \| \| \| \| \| \| Icterica seriata \| \| \| \| |
|          | \| \| Icterica circinata \| \| \| \| \| \| Icterica seriata \| \| \| \| |
|          | Icterica circinata                                                      |
|          |                                                                         |
|          | Icterica seriata                                                        |
|          |                                                                         |